# Clipse
Clipse er en rapduo fra USA. Gruppen består af NoMalice (Gene Thornton) og Pusha T (Terrence Thornton).

## Diskografi
- Exclusive Audio Footage (1999)
- Lord willin' (2002)
- Hell hath no fury (2006)
- Till The Casket Drops (2009)

| Musikgruppe | Spire Denne artikel om en amerikansk musikgruppe er en spire som bør udbygges. Du er velkommen til at hjælpe Wikipedia ved at udvide den. |